# جيترارو
جيترارو أو سيترارو ( كالابريا : U Citràru ) هي بلدة ومدينة في مقاطعة كوزنسا في منطقة كالابريا في جنوب إيطاليا .

## مكب نفايات
اتهم بنتيتو فرانشيسكو فونتي ، وهو عضو سابق في ندرانجيتا ( 'ندرانجيتا ، نقابة المافيا الإيطالية ) ، بإغراق ما لا يقل عن 30 سفينة محملة بالنفايات السامة .
في عام 2005 ، كشف فونتي عن مؤامرة في المجلة الإخبارية L'espresso . أدت تصريحاته إلى إجراء تحقيقات واسعة النطاق في مضارب التخلص من النفايات المشعة ، والتي تشمل جورجيو كومريو وشركته للتخلص من النفايات.

## روابط خارجية
- Proloco Cetraro